# ساتوشي هاشيدا
ساتوشي هاشيدا (باليابانية: 橋田 聡司) (20 ديسمبر 1981 في كيوتو في اليابان – )؛ هو لاعب كرة قدم ياباني سابق كان يلعب كحارس مرمى.

## وصلات خارجية
- ساتوشي هاشيدا على موقع رابطة كرة القدم اليابانية للمحترفين (اليابانية)
- ساتوشي هاشيدا على موقع Soccerway.com (الإنجليزية)
- ساتوشي هاشيدا على موقع عالم كرة القدم.نت (الإنجليزية)